# Salvador
Salvador – miasto we wschodniej Brazylii, nad Oceanem Atlantyckim. Historyczna nazwa to São Salvador da Bahia de Todos os Santos (Święty Zbawiciel z Zatoki Wszystkich Świętych) albo po prostu Bahia. Do 1763 roku stolica Brazylii (wtedy kolonii portugalskiej), obecnie popularny cel turystyczny z wieloma barokowymi budowlami. Aglomeracja liczy 4 miliony mieszkańców.

## Położenie
Salvador leży na górzystym półwyspie. Dzieli się miasto górne (cidade alta) i o 70 m niżej położone miasto dolne (cidade baixa). Z jednej do drugiej części miasta można się dostać używając windy Lacerda, miejskiej kolejki linowej Plano Inclinado Gonçalves lub jednej z wielu linii autobusowych.

## Historia

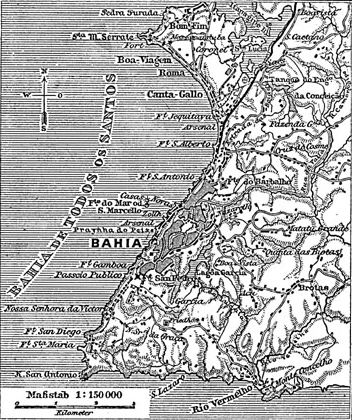
Mapa historyczna (ok. 1888)

W 1501 Amerigo Vespucci żeglował wydłuż wybrzeża Ameryki Południowej z północy na południe. 1 listopada zszedł na ląd w Salvadorze i nadał zatoce nazwę zgodną z kalendarzem.
Na długo przed otrzymaniem praw miejskich, region Salvadoru został w 1510 r. zasiedlony przez załogę francuskiego statku. Należał do niej również Diogo Álvares, słynny Caramuru („syn grzmotu” – zyskał posłuch wśród Indian z pomocą broni palnej). W 1534 r. zbudowano kaplicę „Naszej Kochanej Pani Litościwej” w miejscu zamieszkania Dioga Álvares i jego żony Catarina Paraguaçu. W 1536 r. dotarł tu Portugalczyk Francisco Pereira Coutinho, któremu król Portugalii (Rei) Jan III Aviz obiecał oddać ten teren w jego posiadanie. Obszar ten znajduje się mniej więcej w dzisiejszej dzielnicy Barra. Mieszkający tam Indianie wielokrotnie wzniecali rewolty przeciw Coutinho, gdyż ten okrutnie traktował tubylców. Ostatecznie Indianie zabili go i w czasie wielkiego festynu zjedli, zaś plany kolonizacji spaliły na panewce.
Salvador został założony 29 marca 1549 roku przez Tomé de Sousa. Na rozkaz króla Portugalii zbudowano tu twierdzę São Salvador. Z Tomé de Sousa dotarło do miasta ponad tysiąc Portugalczyków. Między nimi pierwsi jezuici: Manuel de Nóbrega, João Aspilcueta Navarro, Leonardo Nunes i inni. W 1551 roku pierwszym biskupem Brazylii został Pero Fernandes Sardinha. Wkrótce popadł on w konflikt z jezuitami. To doprowadziło do podziału społeczności miasta na dwa obozy: biskupa Sardinha i Dom Álvaro, zarządcy kolonialnego regionu. Biskup został więc wezwany na dwór portugalski, by przedstawić tam sprawę sporu. W czasie podróży jego statek rozbił się w pobliżu Cururipé i zatonął. Biskup uratowany od utonięcia, wraz z innymi rozbitkami, dostał się w ręce Indian Caeté, którzy wkrótce zabili go i zjedli jego ciało.
W latach 1598, 1624-1625 i 1638 Salvador był krótko zajęty przez Holendrów. Do 1763 roku miasto było stolicą portugalskiej Brazylii.
W XVII wieku głównym towarem eksportowym był cukier. Dzięki niewolnikom sprowadzanym z Afryki, do roku 1650 Salvador da Bahia był największą metropolią na półkuli południowej. Jedno z większych powstań niewolników wywołali muzułmańscy niewolnicy w 1835 r.
Pierwotny rozkwit miasta skończył się wraz z chwilą przeniesienia stąd stolicy do Rio de Janeiro. Do tego czasu Salvador był kolonialnym centrum administracyjnym Brazylii.

### Pelourinho

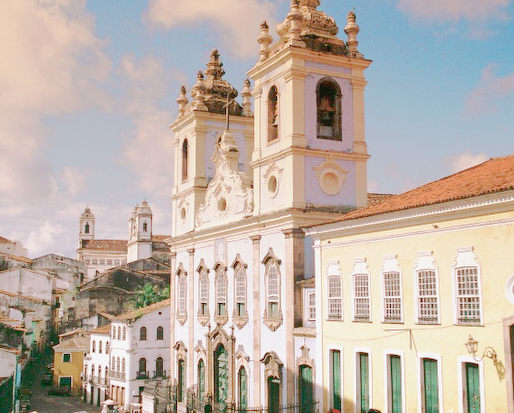
Pelourinho

Do Salvadoru trafiała większa część z ok. 5 milionów Afrykanów, których jako niewolników przywieźli Portugalczycy z Afryki Zachodniej. Byli oni sprzedawani na centralnym targu niewolników Pelourinho (pol. pręgierz). Pelourinho było częścią targu niewolników, gdzie odbywały się biczowania. Niewolnicy musieli pracować na okolicznych plantacjach i polach trzciny cukrowej, tzw. Recôncavo.
Przy Pelourinho można podziwiać kościół Igreja do Rosário dos Pretos (Różańca Czarnych). Swego czasu niewolnicy mogli brać udział w mszach tylko w tej świątyni.
Po zniesieniu niewolnictwa w 1888, plac ten zaczął przyciągać różnej maści artystów: filmowców, muzyków, malarzy i pisarzy. W ten sposób powstało jedno z bardziej cenionych do dziś centrów kulturalnych.
Jednak Pelourinho z czasem podupadło stając się miejską fawelą, gdzie ludzie mieszkali w skrajnych warunkach. Od 1991 r. przesiedlano ich do nowych osiedli wokół miasta, zaś Pelourinho z okolicznymi uliczkami poddano gruntownej renowacji. Znów pojawiły się tu hoteliki, restauracje, szkoły tańca i capoeiry. Dzielnicy nie zrekonstruowano całkowicie, gdyż z wielu zrujnowanych budynków pozostały jedynie fasady.

## Kultura

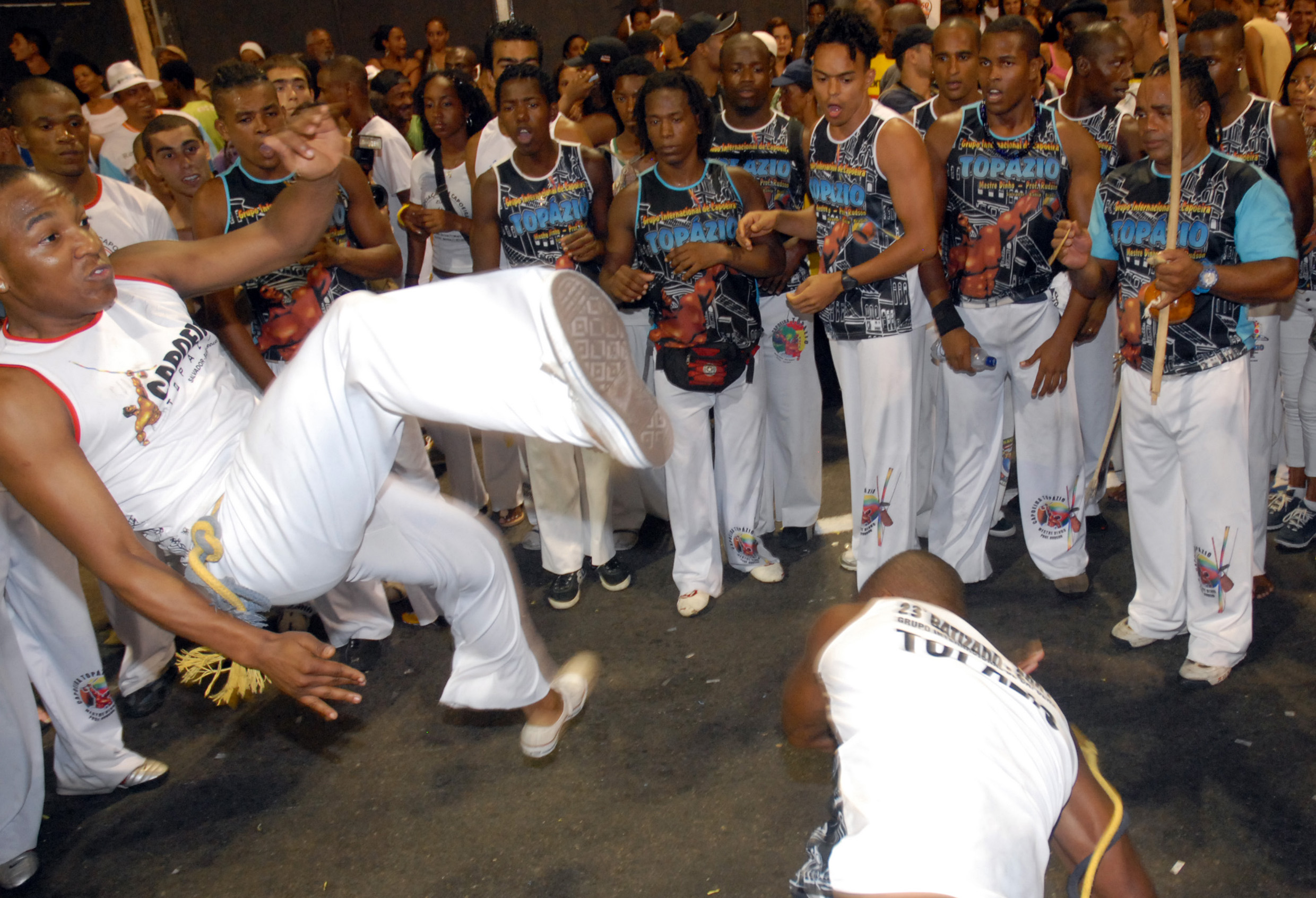
Capoeira w Salvadorze

Również dzisiaj są widoczne wpływy afrykańskie na kulturę Salvadoru. Odczuwalne jest to przede wszystkim w języku, który przejął wiele afrykańskich słów, jak również w religii – candomblé, gdzie bóstwa z Afryki połączyły się katolicyzmem.
I tak np. katoliccy święci znaleźli swoje odpowiedniki w tzw. Orixá, odmianie afrykańskich bóstw.
Również capoeira jest spadkiem z czasów niewolnictwa, a Salvador stanowi centrum tej sztuki walki.
- Bardzo zróżnicowana kuchnia stanu Bahia zyskała opinię najlepszej w Brazylii
- Salvador jest miastem z którego wywodzi się capoeira

### Karnawał

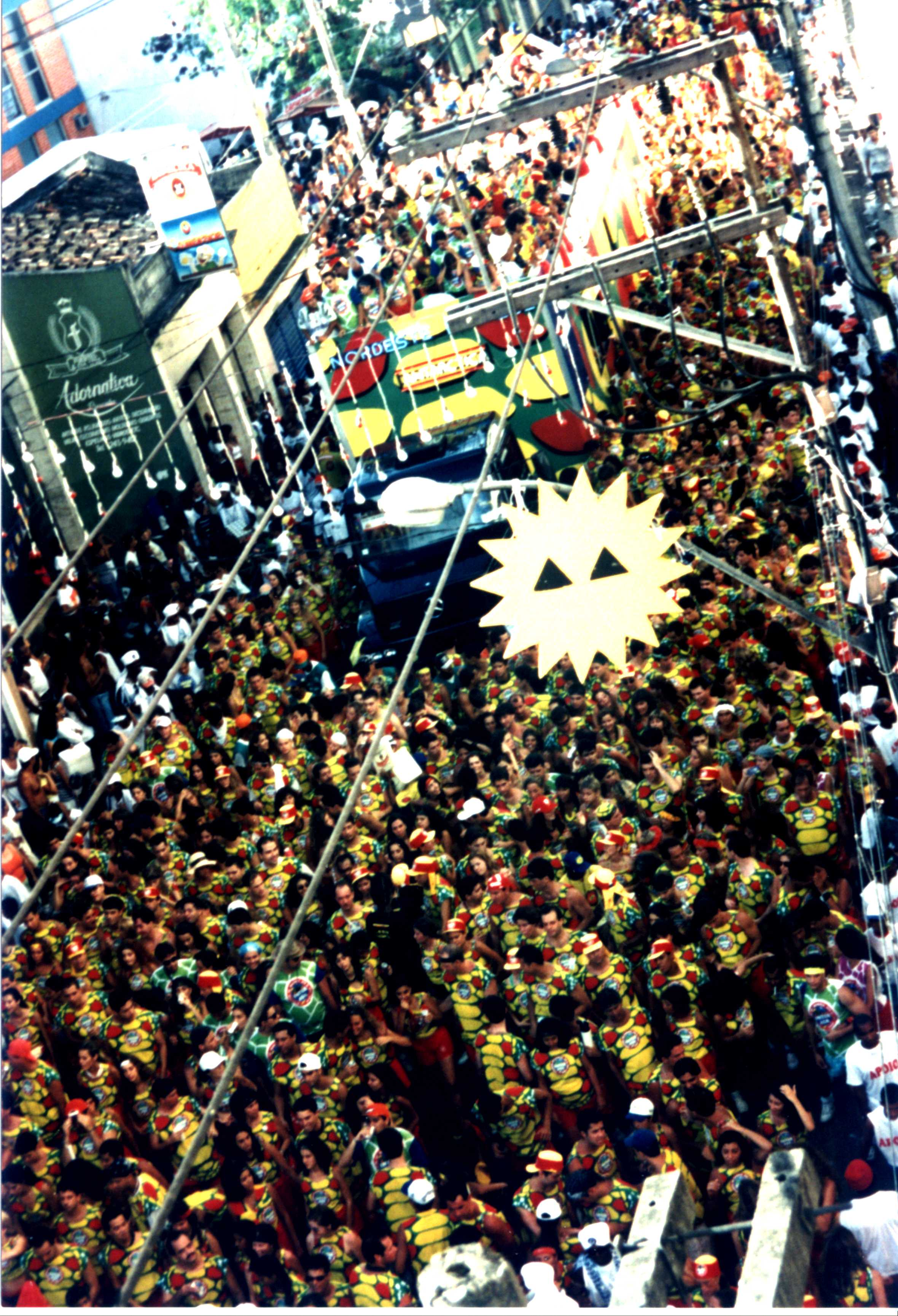
Największy na świecie karnawał w Salvadorze

Karnawał w Salvadorze jest największym ulicznym karnawałem na świecie. Trwa 6 dni i nocy. Święto to, reklamowane hasłem Bahia: maior explosão de alegria (Bahia: największy wybuch radości), rozpoczyna się w czwartek wieczorem przed Środą Popielcową. Burmistrz przekazuje klucze do bram miasta grubemu Rei Momo, królowi karnawału. Aż do środy popielcowej półtora miliona ludzi bawi się na ulicach. 19 kilometrów ulic wzdłuż promenady nadbrzeżnej oraz centrum zamyka się dla głównego pochodu. Ciężarówki z potężnym nagłośnieniem, wielkości kontenera (tzw. „trios electricos”), jadą przez miasto. Na górnej platformie znajduje się scena z muzyką na żywo, której fani maszerują obok ulicami i tańczą. Wielu znanych muzyków z Salvadoru uczestniczy w tym święcie: Olodum, Daniela Mercury, Ivete Sangalo.
Drugi pochód wije się ciasnymi ulicami starego miasta Pelourinho. Ponieważ tylko niewielu ludzi jest poprzebieranych, kilkutysięczna rzesza członków Blocos de Trio (związków białych wyższych warstw społecznych) szczególnie wyróżnia się na tle tłumu.

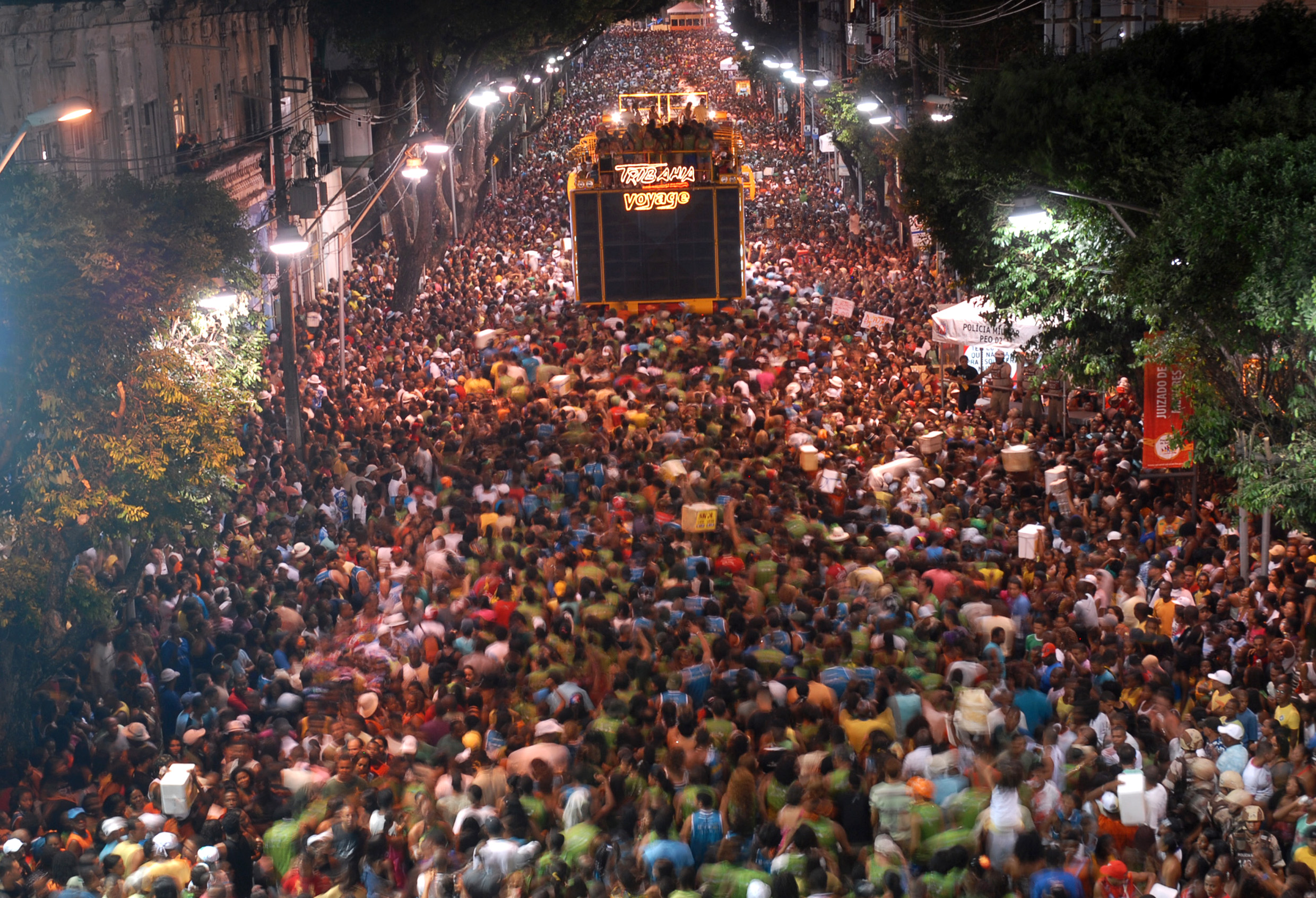

### Kuchnia

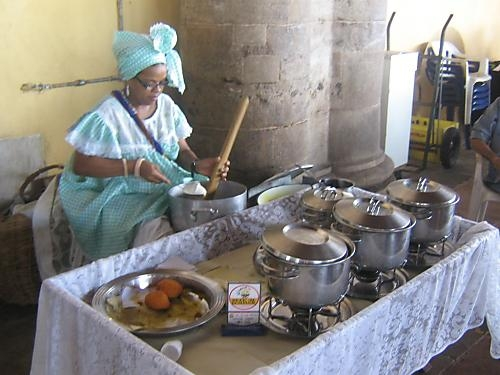
Kuchnia uliczna w Pelourinho

Kuchnia stanu Bahia zdradza wyraźne wpływy afrykańskie. Do jej podstawowych produktów należą olej palmowy Dendê, mleko kokosowe, krewetki i małże, przyprawy regionalne jak pieprz i zielona kolendra. Do typowych potraw należą:
- Vatapá ([vataˈpa]) – rodzaj gotowanego purée z suszonych i świeżych krewetek, kawałków ryb oraz orzechów nerkowca nanercz zachodni (Cashew), orzeszków ziemnych, cebuli, śweżej kolendry, śweżego imbiru, oleju palmowego, fasoli i mleka kokosowego. Potrawę serwuje się z rodzajem papki z mąki ryżowej i mleka kokosowego, przypawionej pieprzem.
- Moqueca ([moˈkɛkɐ]) – rodzaj gęstej zupy z ryb (de peixe), ośmiornicy (de lula) lub suszonych ryb (de bacalhau), mleka kokosowego, oleju palmowego, kolendry, pietruszki, pomidorów, czerwonej papryki, czosnku i cebuli. Do tego podaje się ryż i sos pieprzowy.
- Acarajé ([akaɾaˈʒɛ]ⓘ) – kulki z ciasta fasolowego z vatapa i krewetkami, smażone na głębokim oleju palmowym. W Salvadorze dostępne prawie na każdym rogu ulicy.
- Sarapatel – świeża krew gotowana z wieprzową lub baranią wątrobą i sercem oraz pomidorami, papryką i cebulą.
- Carurú – krewetki w kombinacji z ostrym sosem z czerwonej papryki i okry.
- Churrasco ([ʃuˈʁasku]) – obok feijoada ulubiona potrawa Brazylijczyków nie tylko z Bahia. Wołowina i inne mięsa pieczone na ruszcie. Do tego sos winegret z drobno krojonymi pomidorami i cebulą.

## Geografia

### klimat
- tropikalny – gorący i wilgotny

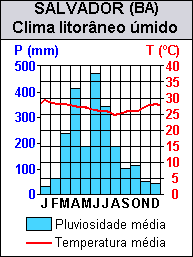
Średnia temperatura i opady w Salvadorze

Absolutne maksimum temperatury (34,4 °C) odnotowano w Salvadorze 8 lutego 1963, a minimum (12 °C) 20 lipca 1966.

## Atrakcje turystyczne

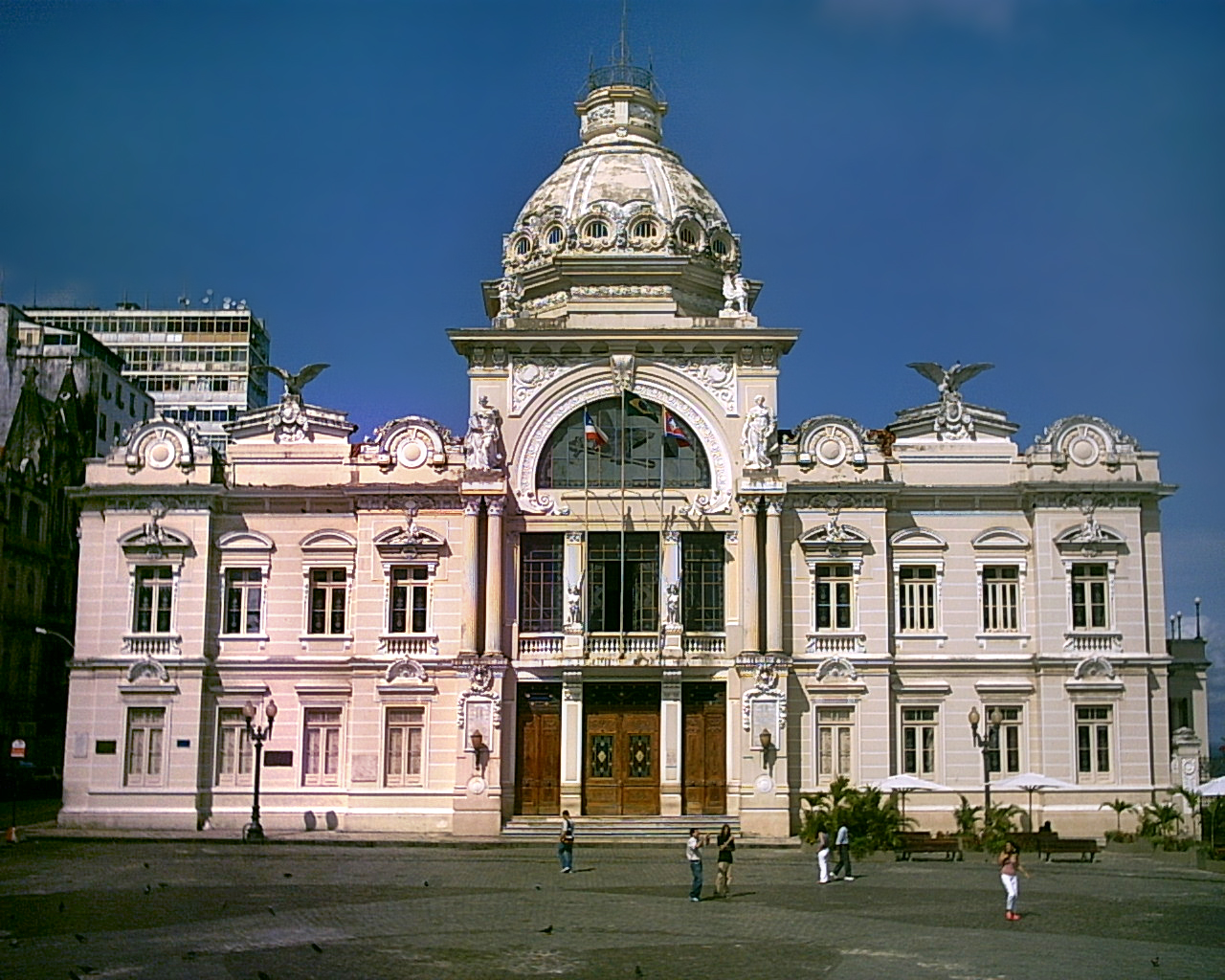
Palácio Rio Branco

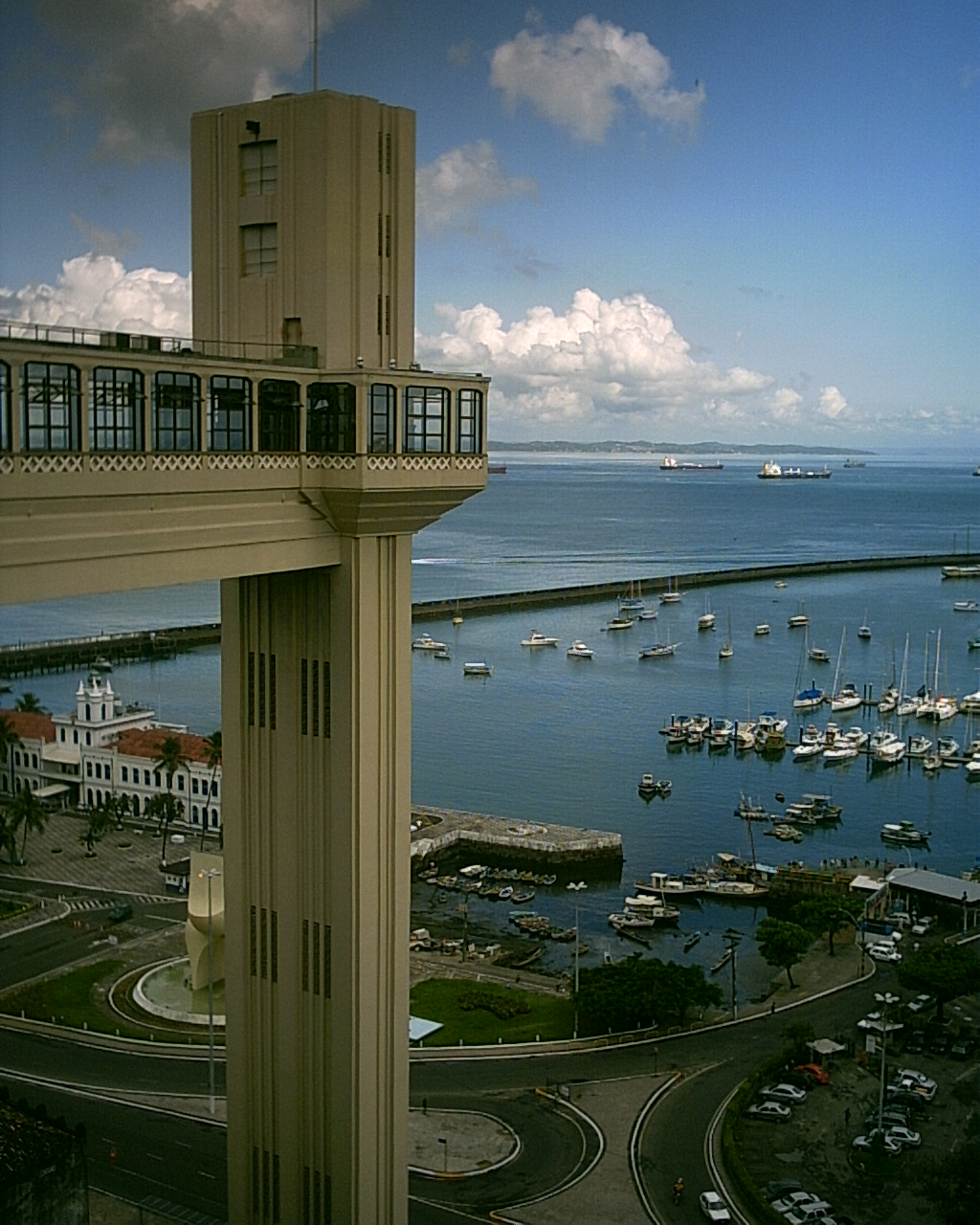
Elevador de Lacerda

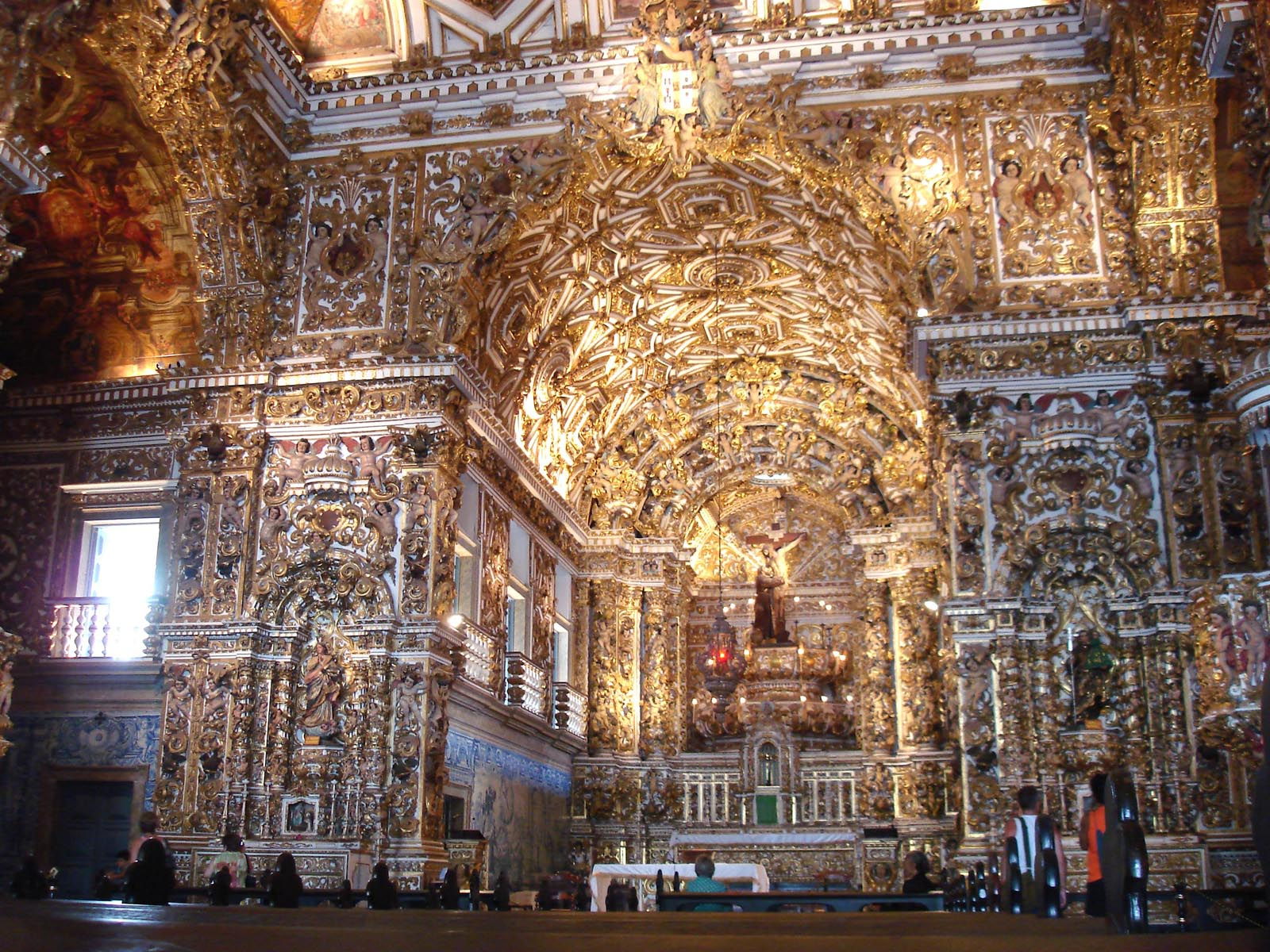
Kościół św. Franciszka

- W centrum stoi pomnik Ludwika Lejzera Zamenhofa, twórcy języka esperanto.
- Pałac Palácio Rio Branco był siedzibą Generalnego Gubernatora, a tym samym przez długi czas centrum władzy najważniejszej części kolonialnej potęgi Portugalii.
- Część starego miasta, tzw. Pelourinho, należy od 1985 r. do spuścizny światowego dziedzictwa UNESCO. W końcu XX w. pieczołowicie odrestaurowane. Dzięki dużej obecności policji zwalczającej przestępczość kryminalną, jest znów atrakcyjnym celem turystycznym. Jednak boczne uliczki Pelourinho, jak i dalsze części centrum miasta nadal nie są zbyt bezpieczne, szczególnie wieczorem.
- Dźwig osobowy Elevador de Lacerda z roku 1863, codziennie obsługuje ok. 50 tys. pasażerów, przewożąc ich między dzielnicą Comércio z „Mercado Modelo” w Dolnym Mieście, a położonym 72 m wyżej Starym Miastem w Pelourinho. Innym środkiem transportu między Górnym i Dolnym Miastem jest „Plano Inclinado Gonçalves” – miejska kolej linowa.

- Kościół „Nosso Senhor do Bonfim”.
- Malownicze plaże, rozpoczynające się przy „Barra” twierdzą i latarnią morską Barra (Farol da Barra, Largo do Farol da Barra).

- Kościół Franciszkanów Igreja de São Francisco pochodzący z czasów kolonialnych, z jednym z największych zbiorów tzw. Azulejos, rodzaju niebieskich kafli z malowidłami z mitologii greckiej.
- Muzeum Sztuk Pięknych
- Katedra - W samym sercu starówki wznosi się katedra (Catedral Basílica Primacial de São Salvador - Largo Terreiro de Jesus). Uznawana jest za najpiękniejszą świątynię zbudowaną w Brazylii przez jezuitów. Wnętrze jest niezwykle bogato zdobione. Złoto niemal spływa po ścianach, a liczne ołtarze budzą podziw. Znajdująca się tu kolekcja sztuki sakralnej jest największą w całym kraju.
- Muzeum Afrobrazylijskie

## Demografia

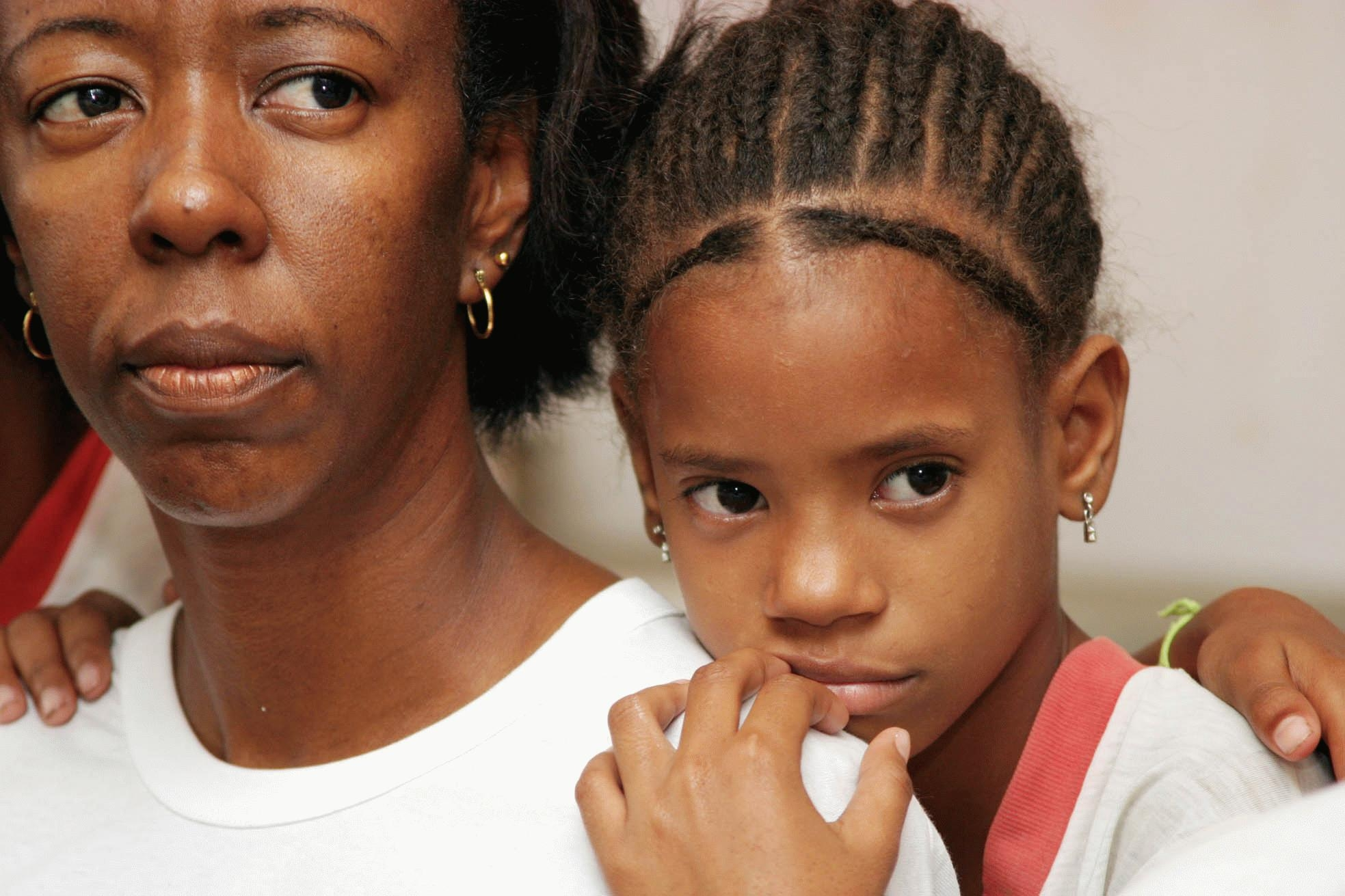
Afro-Brazylijczycy stanowią większość populacji Salvadoru

Zmiany demograficzne w Salvadorze (tys.)
Źródło: Planet Barsa Ltda.
- Ludność: 2,76 mln
- Język: portugalski
- Waluta: real
- Religie: katolicyzm, Candomblé

| Religia     | Udział % | Liczba    |
| ----------- | -------- | --------- |
| Katolicy    | 60.54%   | 1,479,101 |
| Ateiści     | 18.14%   | 443,236   |
| Protestanci | 13.29%   | 324,785   |
| Spirytyści  | 2.53%    | 61,833    |
| Umbanda     | 0.49%    | 11,959    |
| Żydzi       | 0.03%    | 698       |
| Inne        | 4.35%    | 106,320   |

Źródło: IBGE 2000.'
- Odległości: 1687 km do Rio de Janeiro, 1175 km do Vitórii, 833 km do Recife

## Gospodarka
- Ośrodek kulturalny i gospodarczy stanu Bahia
- Znaczący port (roczny przeładunek 5 mln ton)
- Przemysł: petrochemiczny, elektromaszynowy, mineralny, stocznie remontowe
- Turystyka

## Osoby związane z Salvadorem
- Frei Vicente do Salvador OFM (1564–1635) – franciszkanin, "ojciec historii Brazylii"
- Artur de Sales (1879–1952) – poeta, tłumacz, bibliotekarz, członek Akademii Języka
- Mestre Pastinha (1889–1981) – „capoeirista“, jeden z najważniejszych mistrzów Capoeira Angola
- Mestre Bimba (1899–1974) – „capoeirista“, twórca szkoły Capoeira Regional
- Jorge Amado (1912–2001) – jeden z najważniejszych autorów latynoamerykańskich XX wieku
- Irmã Dulce (1914-1992) – zakonnica, opiekunka ubogich, święta Kościoła katolickiego
- Milton Soares Gomes dos Santos (1916–1974) – kompozytor
- Riachão (ur. 14.11.1921) – kompozytor i piosenkarz
- Antônio Carlos Magalhães (1927–2007) – polityk
- Ernst Widmer (1927–1990) – kompozytor
- João Gilberto (ur. 10.06.1931) – kompozytor, gitarzysta, piosenkarz, jeden z twórców Bossa Nova
- Astrud Gilberto (ur. 30.03.1940) – piosenkarka, żona João Gilberto
- Gilberto Gil (ur. 29.06.1942) – muzyk i polityk
- Jamary Oliveira (ur. 21.03.1944) – kompozytor
- Gal Costa (ur. 26.09.1945) – piosenkarka
- Daúde (ur. 23.09.1961) – piosenkarka, aktorka i fotomodelka
- Carlinhos Brown (ur. 23.09.1962) – muzyk
- Margareth Menezes (ur. 13.10.1962) – piosenkarka
- Bebeto (ur. 16.02.1964) – piłkarz
- Daniela Mercury (ur. 28.07.1965) – piosenkarka
- Arkadius (ur. 1969) – projektant mody[4]
- Ivete Sangalo (ur. 27.05.1972) – piosenkarka
- Kim Sasabone (ur. 1.04.1974) – wokalistka holenderskiego zespołu Vengaboys
- Tony Kanaan (ur. 31.12.1974) – kierowca wyścigowy libańskiego pochodzenia
- Wagner Moura (ur. 27.06.1976) – aktor
- Pitty (ur. 7.10.1977) – muzyk
- Nelson Veras (ur. 1977) – gitarzysta jazzowy
- Adriana Lima (ur. 12.06.1981) – modelka

## Miasta partnerskie
- Los Angeles, Stany Zjednoczone
- Lizbona, Portugalia
- Angra do Heroísmo, Portugalia
- Cascais, Portugalia
- Kotonu, Benin
- Pontevedra, Hiszpania
- Hawana, Kuba
- Sciacca, Włochy
- Harbin, Chińska Republika Ludowa